# Dean Karnazes
Dean Karnazes (tiếng Anh: /kɑːrˈnɛˈzɪs/ / car-NEH-zis; Constantine Karnazes; sinh ngày 23 tháng 8 năm 1962) là một vận động viên chạy bộ ultramarathon của Mỹ, đồng thời là tác giả của cuốn Ultramarathon Man: Confession of a All-Night Runner, mô tả chi tiết thể thao chạy bền cho công chúng.
Ông đã chạy 350 dặm (560 km) trong 80 giờ và 44 phút không ngủ năm 2005

## Thời trẻ
Karnazes sinh ra ở Inglewood ở quận Los Angeles, California phía tây nam Los Angeles, là con của Nick và Fran Karnazes, người gốc Hy Lạp. Ông có hai anh chị em, anh trai Kraig và một chị gái, Pary, chết trong một tai nạn ô tô ở tuổi 18.
Cha ông là nhà tự nhiên học cho Sở Giáo dục Quận Cam năm 2006. Người em trai Karnazes lớn lên ở Diamond Bar, California và San Clemente, California. INăm 2006, anh nói rằng anh vẫn thân với những người bạn anh đã làm tại Trường trung học San Clemente, cũng được cả hai anh chị em của anh tham dự. Lớn lên ở thành phố San Clemente đã cho anh một tình yêu ngoài trời và sự cảm kích về thị trấn nhỏ của nó. Lúc ấy bố mẹ anh vẫn sống trong ngôi nhà nơi anh đã lớn..

## Chạy bộ từ nhỏ
Khi đang học mẫu giáo, Karnazes bắt đầu chạy từ trường về nhà; cậu chỉ chạy cho vui.
Lúc đầu, Karnazes chạy các tuyến đường trực tiếp từ trường đến nhà. Sau đó, cậu bắt đầu chạy các tuyến đường nghi binh sẽ kéo dài cuộc chạy của mình và đưa cậu vào lãnh thổ chưa được khám phá. Đến năm lớp ba, cậu đã tham gia và tổ chức các sự kiện chạy ngắn với những đứa trẻ khác. Khi Karnazes lớn hơn, anh bắt đầu thử nghiệm giới hạn của mình: đến năm mười một tuổi, anh đã đi qua vành đai Grand Canyon và đã leo lên Núi Whitney, ngọn núi cao nhất ở Hoa Kỳ tiếp giáp ; Sinh nhật lần thứ 12 của mình, anh đạp xe km đến nhà ông bà để vui chơi mà không nói với bố mẹ.
Ở trường trung học cơ sở, Karnazes đã gặp Jack McTavish, một huấn luyện viên chạy đã trở thành người hướng dẫn Karnazes và giới thiệu cho anh về sự hấp dẫn của chạy bộ đường dài. Hướng dẫn chạy cơ bản của McTavish rất đơn giản: "Ra ngoài chăm chỉ và hoàn thành khó hơn." Sử dụng phương châm này làm cơ sở, mùa giải đó Karnazes đã giành chiến thắng Giải vô địch đường dài bang California 1 dặm (1,6 km) được tổ chức trên đường chạy đua Mt SAC. Kết thúc cuộc đua, Huấn luyện viên McTavish nhận xét: "Con trai làm tốt lắm, cảm giác thế nào?" Karnazes trả lời: "Chà, ra ngoài chăm chỉ là điều nên làm. Cảm giác khá tốt." Huấn luyện viên trả lời: "Nếu cảm thấy tốt, bạn đã không đẩy đủ mạnh. Nó đáng bị tổn thương như địa ngục." Một tuần sau cuộc đua, công việc của cha Karnazes đã được chuyển đến San Clemente. Đây là những bình luận cuối cùng mà huấn luyện viên từng nói với Karnazes, người đã tuyên bố rằng ông sống bằng những lời này cho đến ngày nay.
Năm 1976, khi còn là học sinh trung học tại Trung học San Clemente, Karnazes đã gia nhập đội bóng xuyên quốc gia dưới thời Benner Cummings. Lý thuyết chạy của Cummings là chạy là tìm thấy sự bình an nội tâm của bạn; phương châm của anh là "chạy bằng trái tim". Mùa giải đó, Karnazes đã được trao giải thành viên nhóm "Truyền cảm hứng nhất". Karnazes cũng đã tổ chức sự kiện sức bền đầu tiên của mình vào năm đó, một cuộc gây quỹ trên đường đua dành cho những trẻ em kém may mắn, hoàn thành chỉ trong chưa đầy sáu giờ và kiếm được một đồng đô la từ các nhà tài trợ của mình. Trong khi hầu hết các sinh viên chỉ chạy 10 vòng 15 vòng quanh đường đua, anh ta đã chạy 105, một cuộc đua marathon toàn diện.<
Karnazes không tương thích với huấn luyện viên trường trung học của mình, và đã ngừng chạy trong mười lăm năm.

## Các cuộc đua nổi bật và chỉ trích
Karnazes đã hoàn thành một số sự kiện sức bền, chủ yếu là chạy sự kiện, nhưng cũng là một sự kiện bơi lội. Thành tựu đáng chú ý nhất bao gồm:
- Chạy 350 dặm (560 km) trong 80 giờ và 44 phút không ngủ năm 2005[8]
- Chỉ một mình hoàn thành cuộc chạy "The Relay", dài 199 dặm (320 km) từ Calistoga đến Santa Cruz, 11 lần[9]
- Chạy marathon đến Nam Cực ở nhiệt độ −13 °F (−25 °C) mà không đeo giày tuyết năm 2002[10]
- Chạy marathon ở mỗi 50 bang trong 50 ngày liên tiếp 2006[11]

Thành tích thể thao khác bao gồm:
- Người chiến thắng, Badwater Ultramarathon (135 dặm (217 km) qua thung lũng Chết ở nhiệt độ 120 °F (49 °C)), 2004 (với năm kết thúc top 10 khác từ 2000-2008)[12]
- Người chiến thắng, chạy bền đường mòn Vermont Trail 100 dặm Anh, 2006[13]
- Người chiến thắng chung cuộc, 4 cuộc đua sa mạc, 2008 [14]
- Đội tuyển siêu chạy Mỹ, Giải vô địch thế giới, 2005, 2008
- 148 dặm (238 km) trong 24 giờ trên máy chạy bộ, 2004[15]
- 11 lần 100 dặm Anh/ngày Silver Buckleholder tại Western States Endurance Run[16] (i.e., better than ten twenty-four-hour finishes), 1995–2006
- Chạy 3,000 dặm (4,828 km) trên khắp Hoa Kỳ từ Disneyland để Thành phố New York trong 75 ngày, chạy từ 40 đến 50 dặm (65 đến 80 km) mỗi ngày, 2011[17][18]
- Bơi qua vịnh San Francisco

Các danh hiệu khác bao gồm:
- Tạp chí Competitor Người chiến thắng sức bền của vận động viên của năm, 2008, 2006, 2005
- Người chiến thắng giải thưởng ESPN ESPY, "Vận động viên ngoài trời tốt nhất", 2007[19]
- Men's Journal, Tòa nhà Danh vọng Mạo hiểm, 2007
- Tạp chí Outside, Top 10 vận động viên ngoài trời, 2004

### 50 marathon ở 50 tiểu bang trong 50 ngày liên tiếp
Năm 2006, Karnazes bắt tay vào cuộc đua marathon 50: 50 được công bố rộng rãi ở 50 tiểu bang trong 50 ngày liên tiếp. Bắt đầu với cuộc đua Lewis và Clark Marathon ở St. Louis vào ngày 17 tháng 9 năm 2006, nó đã kết thúc với New York City Marathon vào ngày 5 tháng 11. Tám trong số 50 cuộc đua là cuộc đua marathon thông thường. Vì các cuộc đua marathon thường chỉ được tổ chức vào cuối tuần, nên vào những ngày khác, Karnazes (kèm theo từ một đến 50 vận động viên) đã chạy một cuộc đua marathon ở mỗi bang bằng sự trợ giúp của giám đốc cuộc đua và nhân viên của mỗi sự kiện để chính thức chạy chứng nhận Tất nhiên, nhưng vào một ngày khác với sự kiện "trực tiếp". (Ví dụ, như một phần của 50/50/50, Karnazes đã điều hành  khóa học chính thức  của Boston Marathon, nhưng không phải là cuộc đua, được tổ chức vào giữa tháng Tư.)
Karnazes đã vượt qua những khó khăn về sức bền và hậu cần của mục tiêu này và kết thúc cuộc đua marathon cuối cùng, NYC Marathon, vào ngày đua chính thức trong 3 giờ 30 giây. He weighed 154 lbs (70 kg) at the start and 153 lbs (69.5 kg) at the end.
Sau khi kết thúc 50/50/50, Karnazes quyết định chạy về San Francisco từ thành phố New York. Anh dự kiến sẽ kết thúc chuyến đi vào tháng 1 năm 2007. Tuy nhiên, Karnazes đã chọn kết thúc chuyến đi này vào ngày 15 tháng 12 năm 2006, trong St. Charles, Missouri, để dành nhiều thời gian hơn cho gia đình.
Cuộc phiêu lưu là chủ đề chính của bộ phim năm 2008 của đạo diễn phim JB Benna mang tên  UltraMarathon Man: 50 Marathons - 50 States - 50 Days , đây là bộ phim đầu tiên về Karnazes. Bộ phim được sản xuất bởi Journeyfilm, đã phát hành sân khấu quốc gia trong 300 màn hình vào năm 2008 và được phát hành trên DVD và Blu-ray vào năm 2009
The adventure was the primary subject of film director JB Benna's 2008 film entitled UltraMarathon Man: 50 Marathons
Một dự án tương tự, được Sam Thompson thực hiện để quyên tiền cho các nạn nhân của Bão Katrina, đã hoàn thành khi Karnazes bắt đầu dự án của mình. Thompson đã chạy 50 marathon (tất cả 50 tiểu bang và D.C.) trong 50 ngày.

### Marathon ở mọi quốc gia trên thế giới
Karnazes đã tuyên bố rằng thách thức tiếp theo của anh là chạy marathon ở mọi quốc gia được công nhận chính thức trên thế giới, tất cả trong vòng một năm. Karnazes cho biết anh hy vọng sẽ thực hiện được kỳ tích vào năm 2018.

### Phản hồi quan trọng
Thành tích của Karnazes đã bị chế giễu trên một số trang web đang hoạt động vì bị bôi nhọ với cường điệu. Ví dụ, các nhà phê bình đã chỉ ra rằng tuyên bố trên trang web của anh ta rằng anh ta đã giành chiến thắng trong cuộc đua marathon Nam Cực khai mạc không làm rõ rằng anh ta là người duy nhất tham gia vào bộ phận đó.
Cựu vận động viên ưu tú Weldon Johnson nói rằng những lời chỉ trích một phần là do khả năng thu hút các nhà tài trợ của Karnazes và gây chú ý cho những chiến công có thể kém ngoạn mục hơn so với khi họ xuất hiện.
Vận động viên marathon siêu hạng John Morelock đã bảo vệ Karnazes, nhưng cũng nói rằng Karnazes "rất tốt, không tuyệt vời. Anh ấy không phải là một tay đua, chỉ là một người thể hiện rất tốt." Ông tin rằng những lời chỉ trích được khơi dậy bởi sự không quen thuộc với siêu chạy, và đánh giá thấp sức chịu đựng về tinh thần và thể chất cần có.
Karnazes nói rằng ông đã bỏ qua những lời chỉ trích có lợi cho hàng trăm e-mail của những người nói rằng ông đã truyền cảm hứng cho họ.